# جريجور ويبر
جريجور ويبر (بالألمانية: Gregor Weber) (و. 1968 – م) هو ممثل، وطباخ، وكاتِب، من ألمانيا، ولد في ساربروكن.

## وصلات خارجية
- جريجور ويبر على موقع IMDb (الإنجليزية)
- جريجور ويبر على موقع مونزينجر (الألمانية)
- جريجور ويبر على موقع ألو سيني (الفرنسية)
- جريجور ويبر على موقع ديسكوغز (الإنجليزية)
- جريجور ويبر على موقع قاعدة بيانات الفيلم (الإنجليزية)
- جريجور ويبر على موقع كينوبويسك (الروسية)